# Lejre Kommune (1970-2006)
Lejre Kommune i Roskilde Amt blev dannet ved kommunalreformen i 1970. Ved strukturreformen i 2007 blev den udvidet til den nuværende Lejre Kommune ved indlemning af Bramsnæs og Hvalsø kommuner.

## Tidligere kommuner
Lejre Kommune blev dannet inden kommunalreformen ved en frivillig sammenlægning af tre sognekommuner:
| Kommune           | Folketal september 1965 | Byer  |
| ----------------- | ----------------------- | ----- |
| Lejre (Allerslev) | 923                     | Lejre |
| Osted             | 1.685                   | Osted |
| Rorup-Glim        | 1.234                   | Øm    |
| I alt             | 3.842                   |       |

Ved selve kommunalreformen kom endnu en sognekommune med i Lejre Kommune:
| Kommune          | Folketal 1. januar 1970 | Byer                            |
| ---------------- | ----------------------- | ------------------------------- |
| Lejre            | 4.346                   |                                 |
| Herslev-Gevninge | 1.493                   | Herslev, Gevninge og Lindenborg |
| I alt            | 5.839                   |                                 |

Hertil kom Kornerup Sogn, som var en del af Kornerup-Svogerslev sognekommune, der havde 2.732 indbyggere. Svogerslev Sogn med byen Svogerslev kom til Roskilde Kommune.

## Sogne
Lejre Kommune bestod af følgende sogne:
- Allerslev Sogn (Voldborg Herred)
- Gevninge Sogn (Voldborg Herred)
- Glim Sogn (Sømme Herred)
- Herslev Sogn (Sømme Herred)
- Kornerup Sogn (Sømme Herred)
- Osted Sogn (Voldborg Herred)
- Rorup Sogn (Ramsø Herred)

## Borgmestre
I kommunens levetid har der været blot to borgmestre, som begge har været fra Venstre: Evan Jensen sad fra kommunens dannelse i 1970 til 2001, hvor Jens Hald Madsen overtog frem til strukturreformen.

## Strukturreformen
Op til strukturreformen var der stor debat om hvem man skulle lægges sammen med. Et flertal af kommunalbestyrelsen i Lejre talte varmt for at blive lagt sammen med Roskilde Kommune i en bykommune, mens mindretallet ønskede en landkommune med de omkringliggende kommuner. Det viste sig dog i en meningsmåling, at borgerne ikke var helt enige med flertallet: 56% mente at landkommunen var den bedste løsning, mens 36% ønskede sammenlægning med Roskilde. En senere folkeafstemning i kommunen viste 62% for landmodellen mod 37% for bymodellen. Dette resultat fik flertallet i kommunalbestyrelsen til i stedet at pege på løsningen med en landkommune.